# 山本恭子 (画家)
山本 恭子（やまもと きょうこ、1953年1月26日 - ）は、大阪府出身の日本の女流画家。「自然の草花」を題材とし日本画での表現を追求する。元元展美術協会理事。

## 略歴
- アトリエ- 母屋から離れた庭の中心にアトリエを設け、創作活動をしている。また、日本画教室で生徒を迎え、継承活動に力を注いでいる。
- 1975年 - 同志社女子大学英文科卒業。以後14年間英語教室を経営。
- 1987年 - 柏木行徳日本画家へ師事。
- 2011年 - 満田竹水へ師事。

## 日本画に対する想い
- 花や鳥、動物の姿の中に自然の光・情感・和を表現し、夢・希望・安らぎ・愛  エネルギーを表現。自然の神秘さを日本画で表現することによって、見た者が幸福感を得るようにとの想いで日々現在も健闘中である。

## 主な受賞歴
- 1991年5月 - 元展新人賞入選（以後毎年出品）
- 1992年5月 - 努力賞
- 1993年5月 - 努力賞
- 1994年5月 - 大阪市教育委員会賞
- 1996年5月 - 佳作賞
- 1998年5月 - 佳作賞
- 1999年5月 - 大阪市教育委員会賞
- 2000年5月 - 大阪府教育委員会賞
- 2002年5月 - 大阪市教育委員会賞
- 2003年5月 - 大阪府教育委員会賞
- 2004年5月 - 芸術新聞社賞
- 2006年5月 - 芸術新聞社賞

## 主な展覧会および出品
- 1996年 - 元展第25回記念イタリア展に出品。
- 1996年・1998年 - 泉南市ギャラリーすずらんにて個展。
- 1999年 - 船橋、大阪、奈良、神戸、加古川各そごう百貨店に於いての爽樹会展に出品。
- 2000年 - 大阪そごう百貨店に於いての爽樹会展に出品。
- 2001年 - 元展第30回記念中国展に出品。
- 2003年 - 奈良そごう百貨店に於いての爽樹会展に出品。
- 2004年 - 加古川ヤマトヤシキに於いての爽樹会展に出品。
- 2004年・2006年・2008年・2010年・2012年 - 和歌山近鉄百貨店にて個展開催。
- 2006年 - 阿倍野近鉄百貨店に於いての元展選抜展に出品。
- 2006年 - 元展第35回記念イタリア展に出品。
- 2008年・2011年 - 松坂屋高槻店にて個展。
- 2009年・2011年 - 阪神百貨店にて個展。
- 2010年 - 東京世界観ギャラリーに於いての爽樹会展に出品。
- 2011年 - 元展第40回記念スペイン展に出品。
- 2012年 - 東京丸善ギャラリーに於いての爽樹会展に出品。
- 2013年 - 静岡アート・ギャラリー・マルソーに於いての爽樹会展に出品。
- 2015年 - 近鉄百貨店和歌山店にて個展。

## 作品収蔵
- 泉南市役所
- 泉南市住生院
- ジュペ・サンタンナ・コンクール委員会（イタリア）
- 天津市少年宮（中国）
- ザビレオ会ローマ本部（イタリア）
- 京都府立医科大学附属病院